# Niewidzialny Różowy Jednorożec

Wyobrażenie Niewidzialnego Różowego Jednorożca jako zwierzęcia heraldycznego

Niewidzialny Różowy Jednorożec (ang. Invisible Pink Unicorn, IPU) – bogini parodii religii, będącej satyrą na wierzenia teistyczne. Bogini przyjmuje kształt jednorożca, który jest paradoksalnie jednocześnie niewidzialny i różowy. Te atrybuty mają w zamierzeniu być prześmiewcze wobec niektórych, sprzecznych wewnętrznie, atrybutów bogów teistycznych. Czyni to NRJ popularną figurą retoryczną używaną przez ateistów i innych sceptyków religijnych.
NRJ jest często używany do podkreślenia zauważonej sofizmatyczności czy arbitralności natury wierzeń w nadprzyrodzone, na przykład poprzez zamienianie słowa „bóg” słowami „Niewidzialny Różowy Jednorożec” w każdym teistycznym twierdzeniu.
NRJ stała się popularna, szczególnie na stronach internetowych ateistów, czy na forach dyskusyjnych, gdzie udaje się wiarę w nią zarówno ze względu na humor, jak i pewną formę krytyki czy satyry wierzeń teistycznych. Te „zapewnienia wiary” mają w zamierzeniu demonstrować także trudności w obalaniu jakichkolwiek wierzeń w zjawiska poza ludzkim pojmowaniem.

## Historia
Zagadnienie NRJ stało się zauważalne głównie dzięki Internetowi. Obecnie znanych jest wiele stron poświęconych tej tematyce. Najwcześniejsze znane, internetowe odniesienie do NRJ pojawiło się w Usenecie na grupie dyskusyjnej alt.atheism w lipcu 1990 roku. Z czasem pojęcie to przeniknęło także do innych języków.
Później Steve Eley pisał:

Invisible Pink Unicorns are beings of great spiritual power. We know this because they are capable of being invisible and pink at the same time. Like all religions, the Faith of the Invisible Pink Unicorns is based upon both logic and faith. We have faith that they are pink; we logically know that they are invisible because we can't see them.
Niewidzialne Różowe Jednorożce to istoty o wielkiej mocy duchowej. Wiemy to, ponieważ potrafią być jednocześnie niewidzialne i różowe. Jak wszystkie religie, Wiara w Niewidzialne Różowe Jednorożce oparta jest zarazem na logice i wierze. Wierzymy, że są różowe; dzięki logice wiemy, że są niewidzialne, bo ich nie widzimy.

W 1996, podobny koncept – jednorożca, którego nikt nie może zobaczyć – przyjęto jako pomoc dydaktyczną na Camp Quest, pierwszym obozie letnim o charakterze świecko-wolnomyślicielskim dla dzieci założonym w USA. Jak pisał później Cincinnati Enquirer: „Obozowicze muszą spróbować dowieść, że wyobrażone jednorożce – jako metafora boga – nie istnieją.”.
Do podobnej figury odniósł się też Richard Dawkins w 2006 w swojej książce Bóg urojony, pisząc tam: „Czajniczek Russella to oczywiście jeden z nieskończonych szeregów obiektów, których istnienia nie można ani wykluczyć, ani definitywnie odrzucić. [...] Moim filozoficznym faworytem jest zaś niewidzialny, niematerialny, nie wydający żadnych dźwięków jednorożec [...].”.

## Dogmaty
Ponieważ Niewidzialny Różowy Jednorożec jest niewidzialny, nie można dowieść, że nie istnieje. Jest to parodia wszelkich teistycznych (a także deistycznych) założeń o bogach, w których bóg jest stwórcą wszechrzeczy i jako taki nie podlega własnym prawom, i tym samym niemożliwość wykazania jego materialnego istnienia, nie mówi nam nic o jego istnieniu bądź nieistnieniu.
NRJ jest w ten sposób przykładem i ilustracją absurdalności przytaczanych boskich atrybutów i często przywoływanego przez wierzących „argumentu”, że brak dowodu jest argumentem za istnieniem bogów. Dwie cechy NRJ – kolor (różowość) i niewidzialność – są ze sobą sprzeczne, co także jest elementem satyry. Jakkolwiek paradoks rzeczy niewidzialnej, ale mającej widzialne właściwości (np. kolor), znajduje swoje odzwierciedlenie w pewnych kulturach Dalekiego Wschodu, gdzie „niewidzialna czerwona nić losu” ma łączyć ludzi dzielących czy powiązanych ze sobą przeznaczeniem.
NRJ i podobne pomysły były używane do eksperymentów myślowych, czy jako przykłady, już w przeszłości. W swoim eseju w Świat nawiedzany przez demony. Nauka jako światło w mroku, Carl Sagan używa przykładu niewidzialnego smoka, zionącego nie-gorącym ogniem, o którym niektórzy mówią, że mieszka w ich garażu. Domniemany smok nie może być widziany ani usłyszany czy w jakikolwiek sposób odebrany zmysłami, a także nie zostawia śladów. Nie mamy żadnych powodów wierzyć, że istnieje. To skłania nas do postawienia pytania: skąd osoba postulująca jego istnienie wie, że to smok, a nie, na przykład, kot? Z tego powodu, skąd możemy wiedzieć, że NRJ jest różowy i jest jednorożcem, a nie trzyrożcem? Te i podobne wątpliwości są ujęte w tytule książki Judith Hayes  — In God We Trust: But Which One? (Wierzymy w Boga: Ale którego?).

## Ikonografia

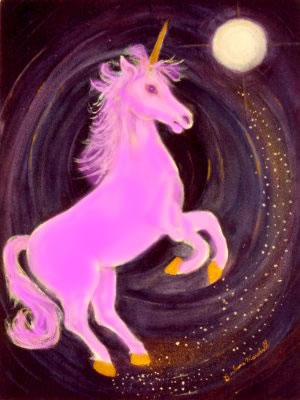
Artystyczne przedstawienie NRJ

Bogini NRJ przedstawiana jest pod postacią blednącego różowego jednorożca lub jako obrazek z niewidoczną treścią. Na podobnej zasadzie tworzone są żartobliwe reprezentacje miejsc, gdzie „widziano” NRJ, na których jest przedstawione wszystko poza samą boginią. Na podstawie zagadnienia NRJ, przez użytkowników alt.atheism, zostało stworzone logo, zaadaptowane następnie do użycia na koszulkach, kubkach i tym podobnych gadżetach. Logo jest opisane jako symbol ateistów, służący im do rozpoznawania się, a nie obrażający jednocześnie ludzi wierzących.